# Epitaf Trachů z Březí
Epitaf Trachů z Březí je pietní vzpomínka na smrt dětí Františka svobodného pana Tracha z Březí (1744–1791) a ženy jeho Karolíny Josefy Bees z Chrostiny (1752–1827), které zemřely v Chotěbuzi v roce 1788. Epitaf je umístěn v depozitáři Muzea Těšínska v Českém Těšíně.

## Historický popis
Epitaf byl vytvořen z pískovcové desky (gutský pískovec) o velikosti 59 × 93 × 13 cm (výška × délky × síla).

### Umístění
Jeho původní umístění není v historických záznamech uvedeno. Při přestavbě v 19. století byl epitaf umístěn pod slepé okno v přední části budovy, resp. pod okno, nad kterým je balkón. Ředitel rolnické školy za tento epitaf vložil listiny týkající se založení školy.
V 70. letech 20. století byl epitaf sejmut, a uložen do depozitáře Muzea Těšínska v Českém Těšíně. Počátkem 21. století byl přesunut vzniklého do depozitáře v Horní Suché.

### Vzhled
Uprostřed epitafu byly pod aliančním znakem vytesány erby: erb Trachů a erb Beesů. Vše bylo zastřešeno korunkou svobodných pánů. Po venkovních stranách byly vytesána přikryvadla.
Po stranách erbů jsou pak vytesány dvě hlavičky. Levá (pohledově) en face a pravá z profilu s čepičkou uvázanou pod bradou. Pod nimi je vytesán letopočet 1788.
Ve spodní části jsou iniciály dětí:
- Levý text (pohledově): OBIIT L:B:FR: // TRACH Die 20 Mar

- Pravý text (pohledově): OBIIT B:ANT // TRACH Die 8 May

### Franciscus Aloysius Nepomuceny Trach
Franciscus Aloysius Nepomuceny Trach, narozen 12. května 1786, zemřel 20. března 1788, pohřben 22. března 1788. Příčina úmrtí byla hlíza (tuberkulózní vřed).
Místo pohřbení byl farní hřbitov Těrlicko, poblíž řeky Stonávky, který byl zničen při stavbě přehrady Těrlicko, resp. byl zatopen.

### Antonia Aloysia Trach
Antonia Aloysia Trach, narozena 3. prosince 1787, zemřela 8. května 1788, pohřbena 10. května 1788. Příčinou úmrtí byly neštovice.
Místo pohřbení byl farní hřbitov Těrlicko, poblíž řeky Stonávky, který byl zničen při stavbě přehrady Těrlicko, resp. byl zatopen.

## Legenda a její vysvětlení
Legenda sděluje, že epitaf byl připomínkou tragického úmrtí během jarního honu. V matrikách zemřelých pro obec Chotěbuz, není žádná poznámka „Et mortuus est in venatione", tedy „Zemřel, byl zabit při honu“.